# Comuna Ghizela, Timiș
Ghizela (germană Giseladorf, maghiară Gizellafalva) este o comună în județul Timiș, Banat, România, formată din satele Ghizela (reședința), Hisiaș, Paniova și Șanovița.

## Primari
- 2000-2004: Ioan Ursu (PSD)
- din 2008: Timotei Ionel Ursu (PD-L), nepotul fostului primar[3]

## Monumente și obiective memoriale
- Casa memorială "Nicolae Ursu"
- Carieră de bazalt Șanovița
- Biserica romano-catolică Ghizela
- Biserica ortodoxă Șanovița
- Biserica greco-catolică Șanovița (1911)

## Demografie
Componența etnică a comunei Ghizela
     Români (92,72%)
     Alte etnii (1,53%)
     Necunoscută (5,75%)
Componența confesională a comunei Ghizela
     Ortodocși (86,25%)
     Romano-catolici (3,23%)
     Baptiști (1,44%)
     Penticostali (1,17%)
     Fără religie (1,08%)
     Alte religii (0,81%)
     Necunoscută (6,02%)
Conform recensământului efectuat în 2021, populația comunei Ghizela se ridică la 1.113 locuitori, în scădere față de recensământul anterior din 2011, când fuseseră înregistrați 1.155 de locuitori. Majoritatea locuitorilor sunt români (92,72%), iar pentru 5,75% nu se cunoaște apartenența etnică. Din punct de vedere confesional, majoritatea locuitorilor sunt ortodocși (86,25%), cu minorități de romano-catolici (3,23%), baptiști (1,44%), penticostali (1,17%) și fără religie (1,08%), iar pentru 6,02% nu se cunoaște apartenența confesională.

## Politică și administrație
Comuna Ghizela este administrată de un primar și un consiliu local compus din 9 consilieri. Primarul, Ștefan-Ciprian Cenușe[*], de la Partidul Social Democrat, este în funcție din 1 noiembrie 2024. Începând cu alegerile locale din 2024, consiliul local are următoarea componență pe partide politice:
|  | Partid                    | Consilieri | Componența Consiliului | Componența Consiliului | Componența Consiliului | Componența Consiliului |
|  | ------------------------- | ---------- | ---------------------- | ---------------------- | ---------------------- | ---------------------- |
|  | Partidul Național Liberal | 4          |                        |                        |                        |                        |
|  | Partidul Social Democrat  | 4          |                        |                        |                        |                        |
|  | Uniunea Salvați România   | 1          |                        |                        |                        |                        |